# NO SMOKE WITHOUT FIRE
『NO SMOKE WITHOUT FIRE』（ノー・スモーク・ウィズアウト・ファイヤー）は、1990年にANTHEMがリリースした6枚目のアルバムである。

## 内容
バンド初の海外（ロンドン）レコーディング作品。今作発表前にギターの福田洋也が脱退の意を表明するも、ギターパートのレコーディングは全て福田が担当している。当初の予定では前作までと同様にクリス・タンガリーディスがプロデュースを依頼するつもりだったが、作曲の遅れなどによりクリスとの予定が合わなくなり、トニー・タヴァナーがプロデュースを手がけた。
柴田直人によると、当時は福田との関係が悪化しており、福田もまたやる気があるのか無いのか精神的に不安定な状態が続き、少しでも先に進む事を優先していた柴田側は福田を説得し続けるもスケジュールが圧迫していた事情もあり福田が不安定な状態のままロンドンでのレコーディングを余儀なくされたという。それが災いしたのか本作における福田の演奏はファンからの評価が低く、福田はこうした不当な評価に対し「『NO SMOKE WITHOUT FIRE』も、洋也は辞める前だから結構いい加減に弾いてるよねとか言われるけど、すごく真面目に弾いているし、好きなアルバムなんだよ。」と反論している。
ANTHEMとしては初の先行シングル『LOVE ON THE EDGE』が発売されている。本作に収録された楽曲のうち2001年にリリースされたリテイクを含めたベスト・アルバム『ANTHEM WAYS』で「Shadow Walk」はギターソロをConcerto Moonの島紀史、2012年に発売されたシングル「Evil One」で再レコーディングされ、「Do You Understand」は間奏の掛け合いを柴田が新たに再レコーディングしたものと清水昭男に差し替えたものが収録され、「Hungry Soul」「Blinded Pain」は2000年にグラハム・ボネットを迎えて制作されたリメイクアルバム『HEAVY METAL ANTHEM』に収録されている。

## リリース変遷
本作からCDでのみの発売となった。1999年・2005年にリマスター盤、2010年にSHM-CD盤、2017年にBlu-spec CD盤がリリースされた。2005年リリースのリマスター盤にのみ『BEST』から中間がANTHEM時代に唯一残したギター器楽曲「A.D.D」が追加収録されているが、当楽曲には中間のギターソロのみが収録されていることから柴田、森川、大内が揃って演奏された新作は作られる事がなかった。

## 収録曲
全作詞・作曲：柴田直人
1. Shadow Walk
2. Hungry Soul
3. Blinded Pain
4. Do You Understand
5. Love On The Edge
6. Voice Of Thunderstorm
7. Power & Blood
8. Fever Eyes
9. The Night We Stand

05年リマスター盤でのボーナストラック
1. A.D.D（Instrumental）
作曲：中間英明

## 参加メンバー
- 柴田直人：ベース、作詞、作曲
- 森川之雄：ボーカル
- 福田洋也：ギター
- 中間英明：ギター 2005年盤リマスター盤 トラック10のみ
- 大内貴雅：ドラムス
- ドン・エイリー：シンセサイザー（ゲスト）